# Аргилеонида
Аргилеонида (др.-греч. Ἀργιλεωνίς V век до н. э.) — спартанка, мать полководца Брасида.
Брасид погиб в произошедшем в 422 году до н. э. сражении при Амфиполе между спартанцами и армией афинян и их союзников. Эту весть в Лакемедон принесли жители Амфиполя. Аргилеонида спросила их, как проявил себя её сын. Амфипольцы охарактеризовали Брасида как лучшего из спартанцев. Аргилеонида на это заметила, что хотя её сын был и достойным человеком, но в Спарте есть многие ещё более замечательные. Её ответ стал известен в городе, и эфоры распорядились оказать женщине государственные почести, «поскольку она превозносила славу своей страны выше похвал своему сыну.»